# Siergiej Lebiediew (chemik)
Siergiej Wasiljewicz Lebiediew (ros. Сергей Васильевич Лебедев, ur. 25 lipca 1874 w Lublinie — zm. 1 maja 1934 w Leningradzie) – chemik rosyjski.
Profesor uniwersytetu w Petersburgu, członek Petersburskiej Akademii Nauk. Prowadził badania nad polimeryzacją związków nienasyconych. W 1910 otrzymał kauczuk syntetyczny, a w 1932 opracował technologię produkcji kauczuku syntetycznego z butadienu.